# Anathallis ordinata
Anathallis ordinata är en orkidéart som först beskrevs av Carlyle August Luer och Dodson, och fick sitt nu gällande namn av Carlyle August Luer. Anathallis ordinata ingår i släktet Anathallis och familjen orkidéer. Inga underarter finns listade i Catalogue of Life.